# Lew Miendielewicz
Lew Isaakowicz Miendielewicz (ros. Лев Исаа́кович Менделе́вич, ur. 1918, zm. 1989) – radziecki dyplomata.
Członek WKP(b), 1941-1945 służył w Armii Czerwonej, 1945-1952 pracował w Komitecie Informacji przy Ministerstwie Spraw Zagranicznych ZSRR. Od 1952 pracownik centralnego aparatu MSZ ZSRR, od 1965 kierownik Wydziału Ameryki Łacińskiej MSZ ZSRR, 1968-1970 zastępca stałego przedstawiciela ZSRR w ONZ, 1970-1984 poseł do zleceń specjalnych MSZ ZSRR. Od 18 maja 1984 do 12 marca 1986 ambasador nadzwyczajny i pełnomocny ZSRR w Danii, 1986-1989 szef Zarządu ds. Planowania Przedsięwzięć Polityki Zagranicznej MSZ ZSRR.